# Gare de Tango-Kanzaki
La gare de Tango-Kanzaki (丹後神崎駅, Tango-Kanzaki-eki) est une gare ferroviaire localisée dans la ville de Maizuru, dans la préfecture de Kyoto, au Japon. La gare est exploitée par la compagnie Kyoto Tango Railway, sur la ligne Miyazu. Cette gare est également surnommée 神崎海水浴場駅 (Kanzaki-kaisuiyoku-ba-eki).

## Disposition des quais
La gare de Tango-Kanzaki est une gare disposant d'un quai et d'une voie
| N° de voie | Ligne        | Direction     |
| ---------- | ------------ | ------------- |
| 1          | ▆ KTR Miyazu | Miyazu        |
| 1          | ▆ KTR Miyazu | Nishi-Maizuru |

## Gares/Stations adjacentes
| Kyoto Tango Railway |              |              |              |                         |
| Direction Miyazu    | Ligne Miyazu | Ligne Miyazu | Ligne Miyazu | Direction Nishi-Maizuru |
| Tango-Yura M12      |              | Local        |              | Shinonome M10           |